# Tomáš Goláň
Tomáš Goláň (* 1. prosince 1968 Vsetín) je český ekonom a daňový poradce, v letech 2002 až 2006 nezávislý zastupitel obce Lhota u Vsetína, od roku 2018 senátor za obvod č. 78 – Zlín. Dříve nestraník za hnutí SEN 21, od října 2020 je členem ODS. Od roku 2022 působí jako zastupitel města Zlína a od roku 2024 jako zastupitel Zlínského kraje.

## Život
Dětství strávil v malé vesnici Lhota u Vsetína. Po ukončení základní školy úspěšně absolvoval gymnázium ve Vsetíně. V letech 1987 až 1992 vystudoval zemědělské strojírenství se zaměřením na zahraniční obchod na Provozně ekonomické fakultě Vysoké školy zemědělské v Brně (získal titul Ing.).
Pracovní kariéru začínal jako ekonom v malé stavební firmě ve Zlíně. V květnu 1993 však úspěšně složil zkoušky na daňového poradce a v červnu téhož roku se zúčastnil ustavující valné hromady Komory daňových poradců ČR. Zároveň se přestěhoval ze Vsetína do Zlína.
V lednu 2006 založil obchodní korporaci TOMÁŠ GOLÁŇ, daňová kancelář s.r.o., která zaměstnává 20 specialistů a svým klientům pomáhá s kontrolami a běžnými problémy. V roce 2008 se začal úzce specializovat na daňové právo a daňový proces. Od roku 2014 aktivně vystupuje proti neoprávněnému vydávání zajišťovacích příkazů a proti obecnému zneužívání moci Finanční správou ČR.
Tomáš Goláň je ženatý a má tři syny, žije ve Zlíně. Je držitelem trenérské licence C a ve svém volném čase působí jako asistent trenéra mladší přípravky ve Zlíně v klubu SK Louky.

## Politická kariéra
V komunálních volbách v roce 2002 byl zvolen jako nezávislý na kandidátce subjektu s názvem „Sdružení nezávislých kandidátů – Lhota u Vsetína I.“ zastupitelem obce Lhota u Vsetína. Zároveň předsedal finanční komisi obce. Ve volbách v roce 2006 se mu mandát obhájit nepodařilo (skončil jako první náhradník).
V doplňovacích volbách do Senátu PČR v květnu 2018 kandidoval jako nestraník za hnutí SENÁTOR 21 v obvodu č. 78 – Zlín. Se ziskem 18,99 % hlasů postoupil ze druhého místa do druhého kola, v němž se utkal s členkou KDU-ČSL Michaelou Blahovou. Mezi prvním a druhým kolem získal podporu Pirátů. Ve druhém kole nakonec získal 53,78 % a stal se senátorem.
Goláň v otevřeném dopisu Andreji Babišovi připomíná historii ovládnutí Agrofertu, kde podle něj došlo k nezákonnostem, vyhýbání se daním a podivným převodům majetku ze státem vlastněných podniků. Senátor Goláň chystá také několik trestních oznámení na Andreje Babiše a chystal ústavní žalobu, která měla sesadit prezidenta 
Zemana.
Počátkem března 2020, poté, co propukla pandemie covidu-19, odjel na lyže do italského centra Cavalese. Kvůli nařízené čtrnáctidenní karanténě zmeškal senátní schůzi, na kterou se dle vlastních slov v Itálii připravoval.
Ve volbách do Senátu PČR v roce 2020 obhajoval jako nestraník za hnutí SEN 21 v obvodu č. 78 – Zlín mandát senátora. Podpořili ho též Piráti a ODS. V prvním kole získal 32,53 % hlasů, a postoupil tak z 1. místa do druhého kola, v němž porazil kandidáta hnutí NEZÁVISLÍ Pavla Stodůlku poměrem hlasů 58,94 % : 41,05 %, a zůstal tak senátorem. V říjnu 2020 se stal členem ODS a přestoupil ze Senátorského klubu SEN 21 a Piráti do klubu ODS a TOP 09.
V komunálních volbách v roce 2022 byl lídrem kandidátky ODS do Zastupitelstva města Zlína a tudíž i kandidátem na post primátora města. S počtem 4 782 hlasů byl zvolen zastupitelem města.
V krajských volbách v září 2024 kandidoval z pozice člena ODS jako lídr kandidátky do Zastupitelstva Zlínského kraje. Mandát krajského zastupitele se mu podařilo získat.

### Spor o soudce Ústavního soudu
Jakožto předseda ústavně-právního výboru Senátu se postavil proti kandidatuře Josefa Baxy na post soudce Ústavního soudu, kterého nominoval prezident Petr Pavel. Svůj postoj zdůvodnil Goláň tvrzením, že hrozí, že Baxa by si „mohl postavit ústavní soud podle sebe”. Komentátor Petr Honzejk toto vysvětlení označil za legrační, neboť nominanty na ústavní soudce nevybírá předseda soudu, ale prezident a schvaluje senát.